# هسته قدرت‌مدار

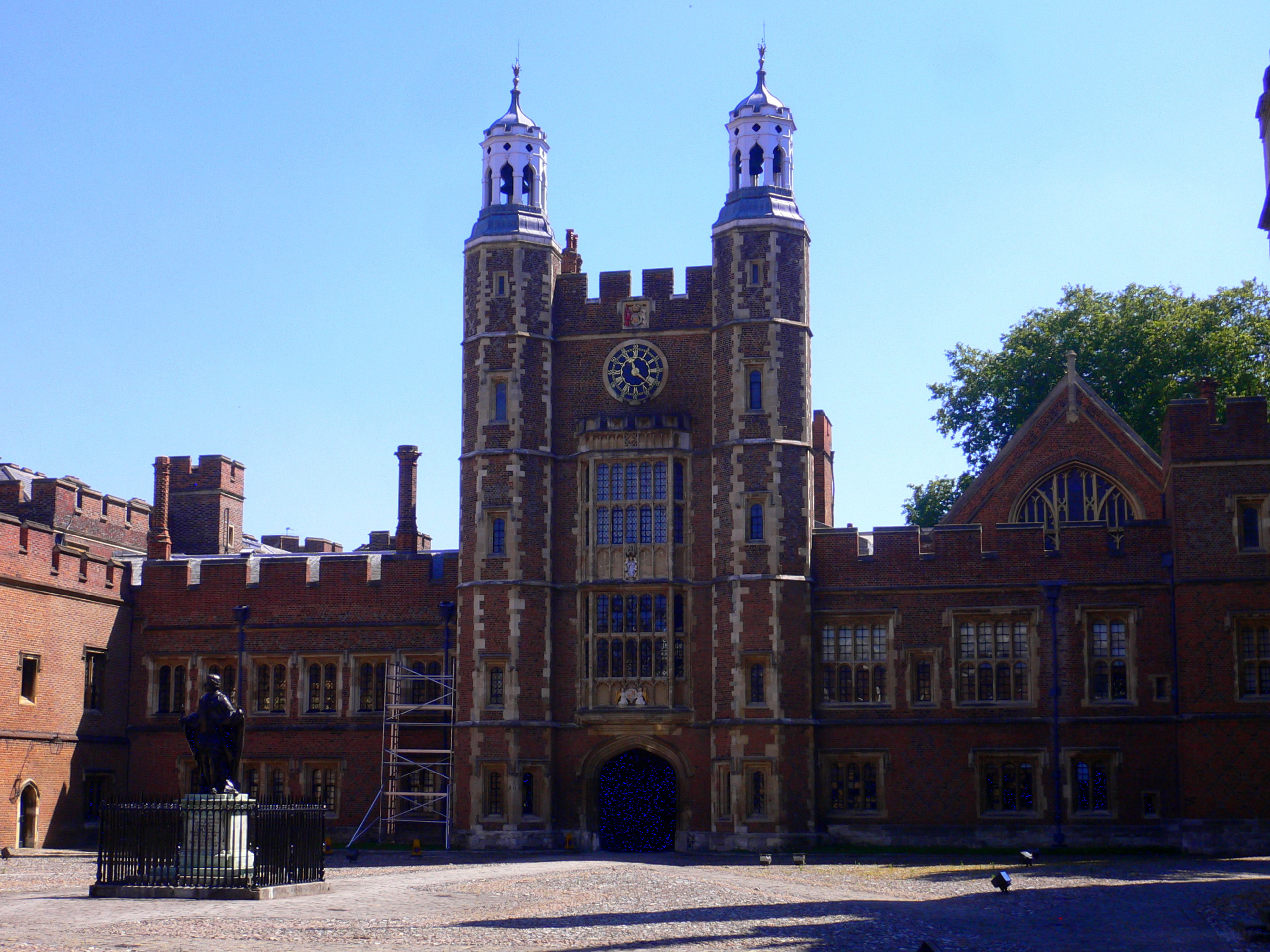
هسته قدرت مدار

هستهٔ قدرت‌مدار یا هستهٔ حاکمیت (به انگلیسی: The Establishment) اشاره به الیت یا گروهی مسلط دارد که قدرت یا اتوریته را در جامعه‌ای یا سازمانی در دست خود نگه داشته‌اند.